# 東京雑誌販売
東京雑誌販売株式会社（とうきょうざっしはんばい）は、かつて東京都板橋区に本社を置いていた雑誌書籍の取次販売・自動販売機流通を業とする専門商社（出版取次）。通称「東雑」（とうざつ）。

## 概要
当初はスタンド販売取次店だったが、1975年に自動販売機部門に進出し、自動販売機専門のエロ本（自販機本）の取次最大手となる。1976年には制作会社としてアリス出版を設立し、並行して販売・卸売を手がける関連子会社を次々に設立して日本全国に販路を開拓していった。

## 沿革
- 1969年9月 - 1968年9月に設立された城北ブックセンターが東京雑誌販売株式会社と改称し、雑誌・書籍の取次販売に進出する。代表取締役社長は東雑グループ創業者の中島規美敏。
- 1972年
  - 4月 - シェアを神奈川県地区に拡張するため、川崎営業所を開設する。
  - 10月 -  株式会社東京出版を設立する。
- 1973年
  - 6月 - 東京雑誌販売がコンピューターを導入し、業務の合理化をはかる。
  - 11月 - 川崎営業所が神奈川雑誌販売株式会社として独立する。
- 1974年3月 - 株式会社東プロの前身となる株式会社東京プロモーションを設立する。
- 1975年10月 - 東京雑誌販売が練馬営業所を開設し、販売流通機構の改革に向けて自動販売機部門に進出する。
- 1976年
  - 6月 - 東京雑誌販売練馬営業所が独立し、東京図書販売株式会社となる。自販機本の卸売販売企業として株式会社共同を設立する。株式会社土曜出版新社がグループに加わる。以後『土曜漫画』など成人漫画誌の刊行にも着手。
  - 12月 - アフターサービスを担当する日本自動機器株式会社を設立する。
  - 12月14日 - 株式会社アリス出版を設立する。代表取締役社長は小向一実。
- 1977年
  - 7月 - 東北雑誌販売株式会社を設立する。
  - 9月 - 
    - 流劇画誌『劇画アリス』創刊（～1980年5月）。亀和田武が編集長を務めたのち、コミックマーケットの創設母体となった批評集団「迷宮」が編集権を取得。
    - 東京プロモーションを株式会社東プロと改称し、自動販売機による販売流通機構を強化する。
    - 株式会社エルシー企画を設立する。代表取締役社長は明石賢生。
- 1978年
  - 3月 - 九州図書販売株式会社を設立する。
  - 5月 - 東雑グループの全印刷を担当する日本印刷株式会社を設立する。
  - 6月  -  東海図書販売株式会社を設立する。
- 1979年3月  -  株式会社エルシー企画内にジャム出版を設立。伝説的自販機本『Jam』創刊。
- 1980年
  - 初旬  -  株式会社エルシー企画と株式会社アリス出版が合併。 株式会社エルシー企画は消滅会社として解散。
  - 4月  -  伝説のニューウェーブ雑誌『HEAVEN』創刊。
  - 8月  -  株式会社アリス出版が分裂。退社組は株式会社群雄社出版に移籍し、東雑グループを独立する。
- 1983年末頃  -  株式会社群雄社出版が倒産。
- 2002年12月3日 - 法務省による休眠会社の整理のため、旧商法第406条ノ3第1項の規定により解散[1]。
- 2015年1月20日  - 会社法第472条第1項の規定により株式会社アリス出版が解散[2]

## 東雑グループ関連会社
企画編集担当グループ
- 株式会社アリス出版
- 株式会社エルシー企画
- 株式会社土曜出版新社

印刷・製本担当グループ
- 日本印刷株式会社

出版販売卸担当グループ
- 株式会社東京出版
- 株式会社共同

出版販売担当グループ
- 東京雑誌販売株式会社
- 神奈川雑誌販売株式会社
- 東京図書販売株式会社
- 株式会社東プロ
- 九州図書販売株式会社
- 東海図書販売株式会社

出版二次販売担当
- 東北雑誌販売株式会社

アフターサービス担当
- 日本自動機器株式会社